# Danuria thunbergi
Danuria thunbergi är en bönsyrseart som beskrevs av Stal 1856. Danuria thunbergi ingår i släktet Danuria och familjen Mantidae. Inga underarter finns listade i Catalogue of Life.